# Điều 6 Hiến pháp Liên Xô

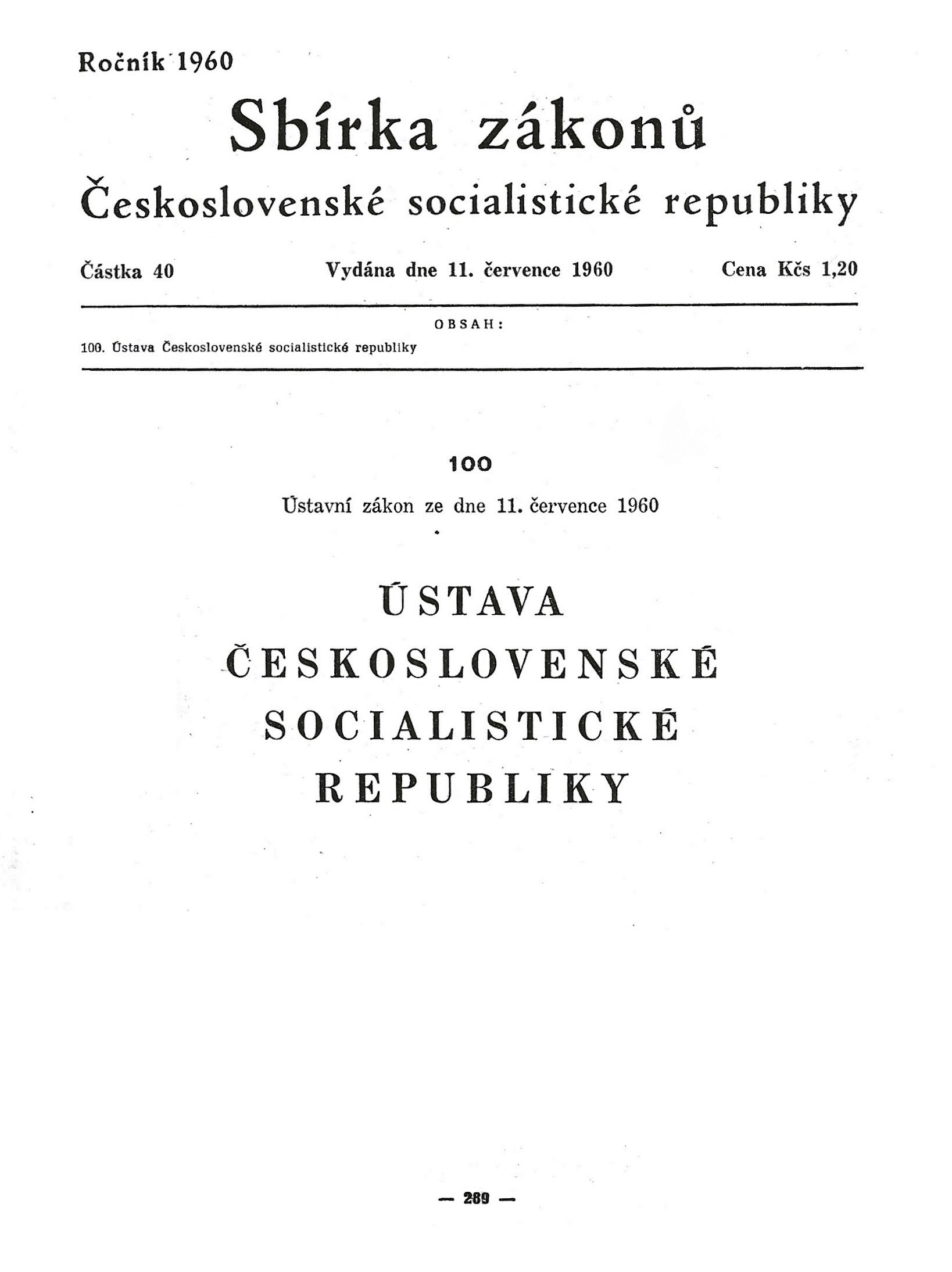
Bộ sưu tập Luật của Tiệp Khắc số chính thức với Hiến pháp năm 1960 số 100/1960 Coll.

Điều 6 của Hiến pháp Liên Xô năm 1977 đã đặt ra những hạn chế đối với các quyền chính trị của công dân Liên Xô. Trong khi phần còn lại của hiến pháp về mặt lý thuyết đảm bảo quyền tự do ngôn luận, tự do hội họp và tự do báo chí, những quyền này đã trở nên kém ý nghĩa hơn bởi việc bảo lưu điều 6 rằng Đảng Cộng sản Liên Xô là "lực lượng lãnh đạo và chỉ đạo của Xã hội Xô Viết".
Nội dung của bài báo sau bản dịch tiếng Việt.
Lực lượng lãnh đạo, chỉ đạo của xã hội Xô viết và là hạt nhân của hệ thống chính trị của nó, của tất cả các tổ chức nhà nước và tổ chức công là Đảng Cộng sản Liên Xô. ĐCS Liên Xô tồn tại vì người dân và phục vụ người dân.
Đảng Cộng sản, được trang bị chủ nghĩa Marx-Lenin, xác định những quan điểm chung về sự phát triển của xã hội và đường lối đối ngoại và đối nội của Liên Xô, chỉ đạo công cuộc xây dựng vĩ đại của nhân dân Liên Xô, và truyền đạt một cách có kế hoạch, có hệ thống và lý thuyết. nhân vật cơ bản cho cuộc đấu tranh của họ cho sự chiến thắng của chủ nghĩa cộng sản.

Tất cả các tổ chức đảng sẽ hoạt động trong khuôn khổ Hiến pháp Xô viết.
Điều khoản này được sử dụng để biện minh cho lệnh cấm đối với các bên khác, cũng như các biện pháp khắc nghiệt chống lại sự phản đối dưới bất kỳ hình thức nào. Lý thuyết cho rằng vì Đảng Cộng sản Liên Xô là đội tiên phong của nhà nước nên quyền cai trị của nó không thể bị nghi ngờ một cách hợp pháp.
"Vai trò lãnh đạo" của Đảng Cộng sản Liên Xô lần đầu tiên được ghi trong Điều 126 của Hiến pháp Stalin, điều khoản này được sử dụng để biện minh cho lệnh cấm đối với các bên khác, cũng như các biện pháp khắc nghiệt chống lại sự phản đối dưới bất kỳ hình thức nào. Lý thuyết cho rằng vì ĐCS Liên Xô là đội tiên phong của nhà nước nên quyền cai trị của nó không thể bị nghi ngờ một cách hợp pháp.
"Vai trò lãnh đạo" của CPSU lần đầu tiên được ghi trong Điều 126 của Hiến pháp Stalin, trong đó mô tả Đảng là "đội tiên phong của nhân dân lao động trong cuộc đấu tranh củng cố và phát triển hệ thống xã hội chủ nghĩa và là hạt nhân lãnh đạo của tất cả các tổ chức của nhân dân lao động, cả nhà nước và nhà nước".
Ngày 14 tháng 3 năm 1990, Điều 6 đã được Đại hội Đại biểu Nhân dân Liên Xô bất thường lần thứ 3 sửa đổi, như sau:
Đảng Cộng sản Liên Xô, các đảng chính trị khác cũng như các tổ chức lao động, thanh niên và các tổ chức quần chúng và các phong trào quần chúng khác, thông qua đại diện của họ được bầu vào Hội đồng Đại biểu Nhân dân và dưới các hình thức khác, tham gia vào việc hoạch định chính sách của Nhà nước Xô viết, trong quản lý nhà nước và công vụ.
Động thái này được Mikhail Gorbachev đưa ra song song với việc thành lập văn phòng tổng thống Liên Xô (mà ông xem phần lớn là văn phòng cho mình), và như một phương tiện để chính thức hóa việc chuyển đổi sang hệ thống chính trị đa đảng. Sau khi sửa đổi Điều 6 của Hiến pháp, ĐCS Liên Xô thực sự mất quyền cai trị bộ máy chính quyền của Liên bang Xô viết; mở đường cho nền dân chủ đa đảng.